# 菅谷俊二
菅谷 俊二（すがや しゅんじ、1976年6月13日 - ）は、日本の実業家。オプティム創業者、代表取締役。AI・IOT・ドローンを活用した農業分野に進出している
。佐賀大学農学部招聘教授。

## 経歴
兵庫県神戸市に生まれる。2000年、佐賀大学農学部を卒業。6月8日、株式会社オプティムを設立。代表取締役に就任。2014年10月、マザーズ市場に上場。2015年、東証一部に上場。
2017年、佐賀県と第四次産業革命実現に向けたAI・IoT活用推進の包括連携協定を締結。日本初、国立大学内（佐賀大学）に上場企業本店を移転。AI・IoT・ビッグデータを活用して“ 楽しく、かっこよく、稼げる農業” を実現する「スマート農業アライアンス」スタート。2018年、IT と農業の未来メディア、「SMART AGRI（スマートアグリ）」をオープン。2019年、みちのく銀行と日本初となるスマート農業地域商社「株式会社オプティムアグリ・みちのく」を設立。

## エピソード
- 学生時代にビジネスコンテストで、ファイルをダウンロードする待ち時間に動画広告を流すというアイデアを披露したところ、審査員だった孫正義から「そのアイデアを3億円で買う」と提案され、入社の誘いも受けたが「自分で起業する」と断わった[8]。

## 受賞
- 2000年、『第1回ビジネスジャパンオープン』にて「孫正義賞（特別賞）」を受賞[9][10]。
- 2014年、『第40回経済界大賞』にてベンチャー経営者賞を受賞[11]。
- 2016年、「ポケットドクター」が経済産業省主催「ジャパン・ヘルスケアビジネスコンテスト2016」でグランプリを受賞[12][13]。
- 2018年、知的財産権制度の発展等に貢献した企業などを表彰する「知財功労賞」を受賞[14]。

## 出演番組
- 『日経スペシャル ガイアの夜明け』『誰が支える？食卓の“真実”』2017年12月19日[15]。
- 『ワールドビジネスサテライト』2013年7月1日。

## 著書
- 『ぼくらの地球規模イノベーション戦略ーIT分野・日本人特許資産規模№1社長のこれまでと次の挑戦』ダイヤモンド社 ISBN 978-4478083758(2015年8月28日)